# 黄金都市
『黄金都市』（おうごんとし、英: Gold City）は、手塚治虫の短編漫画作品。後に横山光輝がリメイクしている。

## 概要
手塚治虫版は、『冒険紙芝居』（トヨタ出版）昭和25年1月新春別冊号に掲載された。
横山光輝版は、『少年』（光文社）1955年5月号に別冊付録として掲載された。少年誌での長編連載の経験が無かった横山が手塚の作風を模倣して執筆した4作の内の1作。ほかは『海流発電』、『ターザンの洞窟』、『仮面の冒険児』が掲載され、未発表の『蜘蛛島の巻』もある。いずれも原作は手塚治虫。
西部劇風の展開を見せながら、その実はミツバチの生態を描く。
2021年、手塚の誕生日である11月3日に合わせてeBookJapanにてキャンペーンが開催され、その一環として本作初の電子書籍化が行われた。

## あらすじ
長い船旅で退屈をしていた乗客達は、ほら話を披露し合うことになる。だが、それも行き詰まってきたときにホラフキ博士こと、洞福博士が「黄金都市」について語り始めた。
黄金都市は、西部劇のような世界だったが、他の都市の者は入れず、都市の住人であることを証明するために踊る必要があった。男は仕事もせず、都市は女性が主体として動いていた。新しい市長（女性）が決まると、古い市長（女性）は都市を去る。食糧不足から男性たちの排除案が沸き起こるが、おりしもインディアンのような衣装のアリ族との争いが勃発。ケン一が黄金都市を守ったことから、男性排除は一時保留となり、市長は減った人口を戻すために毎日500人もの子供を産むように頑張る。しかし、男たちは相変わらず働こうとはしなかった。
いつしか、物語の中に入り込んでいたケン一は正気に戻る。そして、洞福博士が話していた黄金都市はミツバチの世界の話だったと種明かしをする。

## 主な登場人物
洞福博士（ほらふく はかせ）
理学博士。最初に「ホラフキ博士」と紹介される。「黄金都市」についてのほら話を語る。
ケン一
乗客の1人。他の乗客のほら話に、それは『シンドバッドの冒険』だ、『宝島』だ、『ロビンソン・クルーソー』だと元ネタを当てる。
洞福博士の話に入り込み、いつの間にか主人公となる。

## 収録書誌情報
手塚治虫版
- 少年探偵ロック・ホーム （1951年、ニューブック社）
- 新世界ルルー （1980年、手塚治虫漫画全集（講談社）、ISBN 978-4061086425）
- 手塚治虫初期傑作集7 （1993年、小学館叢書、ISBN 978-4091972170）
- 大洪水時代 （1995年、角川文庫（角川書店）、ISBN 978-4041851241）
- 手塚治虫の昆虫博覧会 （1998年、小林準治、いそっぷ社、ISBN 4900963046）
- 虫の標本箱3 （2000年、（ふゅーじょんぷろだくと）
- 手塚治虫の昆虫博覧会 増補改訂版 （2010年、小林準治、いそっぷ社、ISBN 978-4900963474）
- 新世界ルルー （2011年、手塚治虫文庫全集（講談社）、ISBN 978-4063738544）

横山光輝版
- 黄金都市 （2010年、小学館クリエイティブ、ISBN 9784778031398）
  - 「ターザンの洞窟」、「海流発電」、「蜘蛛島の冒険」、「黄金都市」、「仮面の冒険児」を収録